# Cantón de Colmar-Sur
El cantón de Colmar-Sur era una división administrativa francesa, que estaba situada en el departamento de Alto Rin y la región de Alsacia.

## Composición
El cantón estaba formado por una comuna, más una fracción de la comuna que le daba su nombre:
- Colmar (fracción)
- Sainte-Croix-en-Plaine

## Supresión del cantón de Colmar-Sur
En aplicación del Decreto n.º 2014-207 de 21 de febrero de 2014, el cantón de Colmar-Sur fue suprimido el 22 de marzo de 2015 y sus dos comunas pasaron a formar parte del nuevo cantón de Colmar-2.